# Michael Apted
Michael Apted (født 10. februar 1941, død 7. januar 2021) var en engelsk filminstruktør.
Apted begyndte sin karriere på tv. Han arbejdede på Coronation Street i 1963-64 og instruerede de tre første episoder af Rome.
Han er bedst kendt for en serie af dokumentarfilm, der følger en gruppe britiske børn igenmen årene – Seven Up! når de var 7 år gamle, Seven Plus 7 når de var 14 år gamle, 21 Up når de var 21 år gamle osv. (Den første i serien var instrueret af Paul Almond.)
Han instruerede også James Bond-filmen The World Is Not Enough.

## Filmografi
- Seven Plus 7, 21 Up… (1971, 1978, og hver syvende år derefter)
- Coal Miner's Daughter (1980, filmbiografi af Loretta Lynn)
- Gorky Park (1983)
- Gorillas in the Mist (1988, filmbiografi af Dian Fossey)
- Rome (2006, første tre episoder)